# Westlake (Texas)
Westlake is een plaats (town) in de Amerikaanse staat Texas, en valt bestuurlijk gezien onder Denton County en Tarrant County.

## Demografie
Bij de volkstelling in 2000 werd het aantal inwoners vastgesteld op 207.
In 2006 is het aantal inwoners door het United States Census Bureau geschat op eveneens 207.

## Geografie
Volgens het United States Census Bureau beslaat de plaats een oppervlakte van
17,3 km², waarvan 17,1 km² land en 0,2 km² water.

## Plaatsen in de nabije omgeving
De onderstaande figuur toont nabijgelegen plaatsen in een straal van 8 km rond Westlake.